# Ramūnas Navardauskas
Ramūnas Navardauskas (* 30. Januar 1988 in Šilalė, Litauische SSR, Sowjetunion) ist ein ehemaliger litauischer Radrennfahrer. Er wurde neunmal litauischer Meister auf der Straße.

## Sportlicher Werdegang
Navardauskas wuchs in Klaipėda auf. 2005 wurde er in der Junioren-Klasse litauischer Zeitfahrmeister und er gewann eine Etappe beim Cup of Grudziądz Town President. Im nächsten Jahr gewann er den Prolog bei der Tour du Pays de Vaud. Als Fahrer für das belgisch-litauische Continental Team Klaipeda-Splendid gewann Navardauskas 2007 das Straßenrennen der nationalen Meisterschaft. Außerdem gewann er noch jeweils eine Etappe bei der Tour de Liège und bei der Ronde van Antwerpen sowie das Eintagesrennen Zillebeke-Westouter-Zillebeke. Auf der vierten Etappe des Giro d’Italia 2012 siegte sein Team Garmin-Barracuda beim Mannschaftszeitfahren, was Navardauskas die Führung in der Gesamtwertung einbrachte. Er ist damit der erste litauische Radprofi, der das Maglia Rosa (,Rosa Trikot') erobern konnte. Ein Jahr später konnte er eine mittelschwere Bergankunft des Giro im Alleingang gewinnen.
2014 gewann Navardauskas die 19. Etappe der Tour de France und schrieb auch damit Radsportgeschichte als erster Litauer, dem ein Etappensieg als Einzelfahrer gelang, nachdem er schon 2011 eine Etappe gemeinsam mit seiner Mannschaft gewonnen hatte. 2015 wurde er als Litauens Sportler des Jahres ausgezeichnet.
Im Juni 2017 gab Navardauskas während der letzten Etappe des Critérium du Dauphiné auf, und es wurden bei ihm Herzrhythmusstörungen festgestellt. Anfang September unterzog er sich einer Operation. Er kehrte in den Radsport zurück und wurde unter anderem 2019 wiederum litauischer Straßenmeister. Im November 2020 gab Navardauskas sein Karriereende als professioneller Radrennfahrer bekannt. Er habe fortdauernde Herzprobleme gehabt und die Freude am Radsport verloren.
Nach seinem Karriereende nahm Navardauskas noch weiter an nationalen Meisterschaften auf der Straße und der Bahn teil. Dabei wurde er 2022 gemeinsam mit Darijus Džervus, Svajunas Jonauskas und Justas Beniušis litauischer Meister in der Mannschaftsverfolgung. In der Saison 2022 war er formal Mitglied im Voltas Cycling Team, hatte jedoch keine Renneinsätze. Seit der Saison 2023 ist er in der sportlichen Leitung des EF Education-Nippo Development Teams tätig.

## Erfolge

### Straße

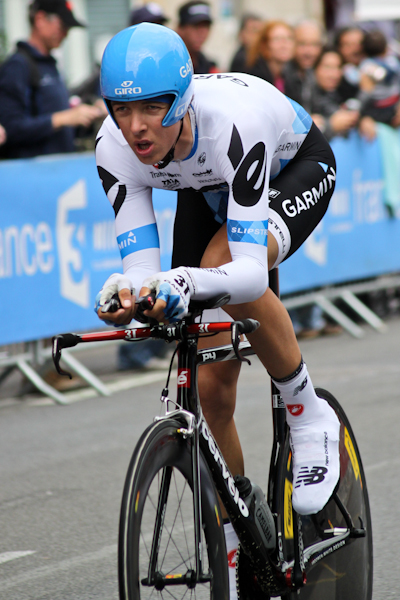
Ramūnas Navardauskas bei der 20. Etappe der Tour 2011

2005
- Litauischer Meister – Einzelzeitfahren (Junioren)

2007
- Litauischer Meister – Straßenrennen
- Litauischer Meister – Straßenrennen (U23)

2010
- Lüttich–Bastogne–Lüttich Espoirs
- eine Etappe Ronde de l’Isard
- eine Etappe Boucles de la Mayenne

2011
- Litauischer Meister – Straßenrennen
- Mannschaftszeitfahren Tour de France

2012
- Mannschaftszeitfahren Tour of Qatar
- Mannschaftszeitfahren Giro d’Italia
- Litauischer Meister – Einzelzeitfahren

2013
- eine Etappe Tour de Romandie
- eine Etappe Giro d’Italia

2014
- Gesamtwertung und eine Etappe Circuit Cycliste Sarthe
- Litauischer Meister – Einzelzeitfahren
- eine Etappe Tour de France

2015
- Gesamtwertung Circuit Cycliste Sarthe
- Litauischer Meister – Einzelzeitfahren
- Weltmeisterschaft – Straßenrennen

2016
- Litauischer Meister – Straßenrennen

2017
- eine Etappe Vuelta Provincia de San Juan

2018
- Punktewertung Tour of Cappadocia
- Gesamtwertung, eine Etappe und Bergwertung Tour of Black Sea

2019
- Litauischer Meister – Straßenrennen

### Bahn
2022
- Litauischer Meister – Mannschaftsverfolgung (mit Darijus Džervus, Svajunas Jonauskas und Justas Beniušis)

## Grand-Tour-Platzierungen
| Grand Tour            | 2011 | 2012 | 2013 | 2014 | 2015 | 2016 |
| --------------------- | ---- | ---- | ---- | ---- | ---- | ---- |
| Giro d’ItaliaGiro     | –    | 137  | 86   | –    | –    | 122  |
| Tour de FranceTour    | 155  | –    | 120  | 141  | 143  | 134  |
| Vuelta a EspañaVuelta | –    | –    | –    | –    | –    | –    |